# Sietse
Sietse (Nederlandse spelling), ook wel terug te vinden als Sietze, "Sytze" of "Sytse", is van oorsprong een Friese jongensnaam, maar komt ook sporadisch voor in de rest van Nederland. De correcte Friese spelling is "Sytze". De naam betekent "zege, overwinning", en is vermoedelijk verwant aan het huidige Duitse woord "Sieg", maar vindt zijn oorsprong in de naam Caesar (Keizer, Kaiser, Tsaar) wat langharig betekent maar ook veroveraar of heerser.
De naam Sietse is een jongensnaam, terwijl Sietske - de variant met als uitgang -ske - een meisjesnaam is (vergelijk de namen 'Rinse' en 'Rinske'). De naam is buiten Friesland vooral bekend door de boekenserie "De schippers van de Kameleon", waarin Sietse en Hielke Klinkhamer de hoofdrol spelen.

## Bekende Sietses
- Sietse Bosgra - politiek activist
- Sietse Fritsma, Nederlands politicus
- Sietse Heslinga - Nederlandse schaatser
- Sietse Rienksma - schipper en Engelandvaarder
- Sietze Albert Veenstra - Nederlandse architect
- Sietze Dolstra -  Nederlandse cabaretier en zanger
- Sietze Douwes van Veen - Nederlandse predikant
- Sietze Haarsma - Nederlandse roeier
- Sietze Veen, Nederlands voetballer
- Sietze Visser - Nederlandse voetballer
- Sietze de Groot - Nederlandse schaatser
- Sytze Faber - Nederlandse oud-politicus
- Sytze Gerke van der Laars - Nederlandse heraldicus
- Sytze de Vries - Nederlandse theoloog, dichter en schrijver.
- Sytze Wierda - Nederlandse architect
- Sytze van der Zee - Nederlands journalist en schrijver